# Trichosporiella multisporum
Trichosporiella multisporum är en svampart som beskrevs av Sigler & Currah 1987. Trichosporiella multisporum ingår i släktet Trichosporiella, ordningen disksvampar, klassen Leotiomycetes, divisionen sporsäcksvampar och riket svampar.   Inga underarter finns listade i Catalogue of Life.